# Sièges de Kuromaru
Guerres de l'époque Nanboku-chō
Guerres de l'époque Nanboku-chō
Le Kuromaru (黒丸), ou « Forteresse noire », est une forteresse appartenant au kanrei Shiba Takatsune, située dans la province d'Echizen (de nos jours Nittazuka, à Fukui dans la préfecture de Fukui). Elle est attaquée à deux reprises au cours des guerres de l'époque Nanboku-chō du XIVe siècle, durant laquelle elle est à la fois détruite  et reconstruite.

## Les sièges
La forteresse est attaquée une première fois en août 1338 par une petite force composée d'une cinquantaine de cavaliers commandés par Nitta Yoshisada, engagement connu sous le nom bataille de Fujishima. Hosokawa Akiuji reçoit d'Ashikaga Takauji, l'ordre d'aider Shiba Takatsune dans sa défense et rencontre l'armée de Nitta à peu de distance de la forteresse. Les moines guerriers du monastère Heisen-ji, qui font d'abord partie des forces de Nitta, sont soudoyés par Shiba pour abandonner l'attaque et la ruée des Nitta pour combler l'écart qui s'ensuit dans ses formations les conduit à lui et ses cavaliers poursuivent ceux de Hosokawa. Dans la bataille qui suit, Nitta est mortellement blessé par une flèche.
L'année suivante, à son couronnement, l'empereur Go-Murakami donne l'ordre au dernier frère des Nitta, Wakiya Yoshisuke, de monter une autre attaque contre la forteresse. Cet assaut est un succès et se termine par la reddition de Shiba.

## LeTaiheiki
Le chapitre 20 du Taiheiki rapporte les circonstances du décès de Yoshisada à Kuromaru.  Une flèche blesse son cheval, l'empêchant de sauter un fossé et le faisant tomber, ce qui bloque la jambe gauche de Yoshisada. Une flèche de la rafale ayant atteint ce dernier entre les sourcils, il tire son épée et se tranche la gorge. La ressemblance avec la mort de Minamoto no Yoshinaka tel que décrite dans le Heike Monogatari a conduit à mettre en doute la véracité de l'anecdote.

## Casque de Yoshisada
En 1656, un agriculteur labourant la terre à proximité du site de la bataille découvre un casque et le présente à Matsudaira Mitsumichi, daimyo du domaine de Fukui. La construction du casque indique qu'il a appartenu à un guerrier de haut rang, et le domaine estime qu'il a appartenu à Yoshisada. Le casque est maintenant exposé au sanctuaire Fujishima à Fukui. Une borne, le Nittazuka, se trouve à l'endroit où le fermier a trouvé le casque.

## Source de la traduction
- (en) Cet article est partiellement ou en totalité issu de l’article de Wikipédia en anglais intitulé « Sieges of Kuromaru » (voir la liste des auteurs).